# 38454 Боросон
38454 Боросон (38454 Boroson) — астероїд головного поясу, відкритий 2 жовтня 1999 року.
Тіссеранів параметр щодо Юпітера — 3,334.